# Doelgroepstrook
Een doelgroepstrook is een rijstrook die is bedoeld voor een bepaalde groep wegdeelnemers. Het is een term die enkel in  Nederland in gebruik is. Men kent er de volgende doelgroepstroken op autosnelwegen:
- Vrachtwagenstrook
- Busstrook
- Carpoolstrook

In Nieuwegein is er een doelgroepstrook aangelegd ten behoeve van vrachtwagens en bussen langs de N408. Deze strook heeft zijn eigen verkeerslichten. Hij loopt van Nieuwegein naar de afrit van de A12 bij Laagraven. De auto's moeten ongeveer 100 meter vóór de rotonde opstellen voor verkeerslichten, terwijl de vrachtwagens en bussen met behulp van het eigen verkeerslicht doorrijden tot verkeerslichten vóór de auto's tot aan 10 meter voor de daadwerkelijke rotonde.
Een andere variant is te vinden op de A16 en A20. Deze strook was voor een gedeelte voorheen een vluchtstrook. Daar waar er ruimte was voor uitbreiding is deze naast de snelweg erbij aangelegd. Het levert een rustiger en duidelijker verkeersbeeld op. Bij de aansluiting van de A16 naar de A20 is ervoor gezorgd dat de vrachtauto's gescheiden van het autoverkeer kunnen invoegen alvorens verderop de A20 bij de rest van het verkeer te kunnen invoegen.

## Buitenland
Ondanks dat de term enkel in Nederland gebezigd wordt, bestaan rijstroken voor doelgroepen ook in andere landen.

### Frankrijk
In Frankrijk wordt vanaf september 2019 geëxperimenteerd met een carpoolstrook op de autosnelweg A48 tussen Lyon en Grenoble. De rijstrook werkt op een dynamisch systeem en er zal naast carpoolers ook gebruik van gemaakt mogen worden door taxi's en elektrische auto's met een groen Crit’Air 0-logo. De rijstrook wordt aangegeven met een wybertje (ruit).

### Noorwegen
Op 9 mei 2001 opende de eerste Noorse carpoolstrook in Trondheim, gereserveerd voor carpoolers, bussen en taxi's.

### Verenigde Staten van Amerika

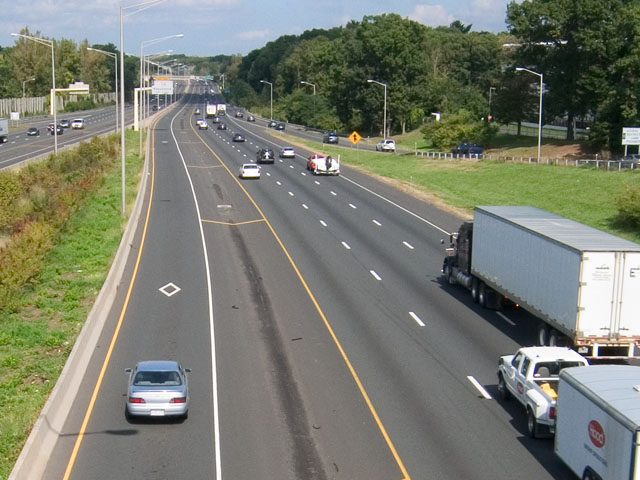
Carpoolstrook op de Interstate 91 in Connecticut in de Verenigde Staten.

In de Verenigde Staten wordt veel gebruik gemaakt van carpoolstroken. Net als in Frankrijk, worden deze aangegeven met een wybertje.
rijstrook · vluchtstrook · spitsstrook · invoegstrook · uitvoegstrook · weefstrook · bufferstrook · plusstrook · wisselstrook · redresseerstrook · voorsorteerstrook · klimstrook

Doelgroepstroken: busstrook · carpoolstrook · vrachtwagenstrook · fietsstrook · passeerstrook